# Kenneth Brylle
Kenneth Brylle Larsen (ur. 22 maja 1959 w Kopenhadze) – piłkarz duński grający na pozycji napastnika.  Obecnie zatrudniony jest jako skaut w belgijskim klubie Club Brugge.

## Kariera klubowa
Karierę piłkarską Brylle rozpoczął w klubie Hvidovre IF. W 1976 roku zadebiutował w jego barwach w drugiej lidze duńskiej. W 1979 roku przeszedł do Vejle BK, w którym grał przez jeden sezon.
Pod koniec 1979 roku Brylle odszedł z Vejle do Anderlechtu. W 1981 roku wywalczył z Anderlechtem mistrzostwo Belgii. W 1983 roku wystąpił w finałowych meczach Pucharu UEFA z Benfiką Lizbona. W pierwszym spotkaniu (1:0) zdobył gola, a w rewanżu padł remis 1:1 i Anderlecht zdobył puchar.
Latem 1984 roku Brylle przeszedł do PSV Eindhoven. W Eredivisie zadebiutował 2 września 1984 w meczu z FC Groningen (1:1) i w debiucie zdobył gola. W całym sezonie strzelił dla PSV 17 goli.
W 1985 roku Brylle został piłkarzem Olympique Marsylia. Grał tam przez sezon zdobywając 6 goli. W 1986 roku trafił do Club Brugge, z którego został wypożyczony do CE Sabadell, beniaminka hiszpańskiej Primera División. W trakcie sezonu wrócił do Brugii i w 1988 roku wywalczył z nim mistrzostwo Belgii. Od 1989 do 1992 roku grał w Beerschocie Antwerpia. Następnie na rok trafił do Lierse SK, a w 1994 roku zakończył karierę jako piłkarz Royal Knokke FC.

## Kariera reprezentacyjna
W reprezentacji Danii Brylle zadebiutował 19 listopada 1980 roku w wygranym 4:0 meczu eliminacji do Mistrzostw Świata w Hiszpanii z Luksemburgiem. W 1984 roku został powołany przez selekcjonera Seppa Piontka do kadry na Euro 84. Tam rozegrał dwa spotkania: z Belgią (3:2) i z Hiszpanią (1:1). Od 1980 do 1988 roku rozegrał w kadrze narodowej 16 meczów i zdobył 2 gole.

## Sukcesy jako zawodnik

### Klubowe
Vejle BK
- Mistrz Danii: 1978

RSC Anderlecht
- Mistrz Belgii: 1980/1981
- Zdobywca Pucharu UEFA: 1982/1983

Club Brugge
- Mistrz Belgii: 1987/1988
- Zdobywca Superpucharu Belgii: 1986, 1988

### Reprezentacyjne
Dania
- Uczestnik Mistrzostw Europy: 1984

### Indywidualne
- Król strzelców Pucharu UEFA: 1987/1988 (6 bramek, ex aequo z: Kálmán Kovács, Dimitris Sarawakos i Torsten Gütschow)